# Divisione Nazionale B 1939
La Divisione Nazionale B 1939 è stata la ?ª edizione della seconda divisione del campionato italiano maschile di pallanuoto. Le squadre partecipanti furono suddivise in tre gironi. La prima classificata di ogni girone guadagnò l'accesso al girone finale.

## Fase a gironi

### Gironi
| Girone A                                         | Girone B                  | Girone C                                                                              |
| ------------------------------------------------ | ------------------------- | ------------------------------------------------------------------------------------- |
| - Triestina - Venezia - Fiumana - Virtus Bologna | - Albarese - Andrea Doria | - U.S. Italia, Palermo - Canottieri Napoli - Dopolavoro Banco di Napoli - GUF Messina |

### Girone A
|  |    | Girone A 1938 | Pt | G | V | N | P | GF | GS | DR |
|  | -- | ------------- | -- | - | - | - | - | -- | -- | -- |
|  | 1. | Triestina     | _  | 6 | _ | _ | _ | _  | _  | _  |
|  | 2. |               | _  | 6 | _ | _ | _ | _  | _  | _  |
|  | 3. |               | _  | 6 | _ | _ | _ | _  | _  | _  |
|  | 4. |               |    | 6 | _ | _ | _ | _  | _  | _  |

Verdetti
- Triestina qualificato alla Finale.

Calendario
- 1º luglio 1939:
  - Venezia-Triestina 0-6.
  - Bologna-Fiumana 0-1.
- 2 luglio 1939:
  - Venezia-Fiumana 0-4.
  - Bologna-Triestina 2-3.
- 6 luglio 1939:
  - Fiumana-Triestina.
  - Bologna-Venezia.
- 8 luglio:
  - Triestina-Venezia 0-0.
  - Fiumana-Bologna.
- 9 luglio:
  - Fiumana-Venezia 3-2.
  - Triestina-Bologna.
- 16 luglio:
  - Triestina-Fiumana 6-0.
  - Venezia-Bologna 2-1.

### Girone B
|  |    | Girone B 1939 | Pt | G | V | N | P | GF | GS | QR    |
|  | -- | ------------- | -- | - | - | - | - | -- | -- | ----- |
|  | 1. | Andrea Doria  | 4  | 2 | 2 | 0 | 0 | 4  | 1  | 4.000 |
|  | 2. | Albarese      | 0  | 2 | 0 | 0 | 2 | 1  | 4  | 0.250 |

Verdetti
- Doria qualificato alla Finale.

Calendario
- 9 luglio 1939: Albarese-Doria 0-1.
- 16 luglio 1938: Doria-Albarese 3-1.

### Girone C
|  |    | Girone C 1938     | Pt | G | V | N | P | GF | GS | DR |
|  | -- | ----------------- | -- | - | - | - | - | -- | -- | -- |
|  | 1. | Canottieri Napoli | _  | 6 | _ | _ | _ | _  | _  | _  |
|  | 2. |                   | _  | 6 | _ | _ | _ | _  | _  | _  |
|  | 3. |                   | _  | 6 | _ | _ | _ | _  | _  | _  |
|  | 4. |                   | _  | 6 | _ | _ | _ | _  | _  | _  |

Verdetti
- Canottieri Napoli qualificato alla Finale.

Calendario
- 1º luglio 1939:
  - US Italia-Canottieri.
  - GUF Messina-Banco NA
- 2 luglio 1939: 
  - US Italia-Banco NA.
  - GUF Messina-Canottieri.
- 6 luglio 1939: 
  - US Italia-GUF Messina.
  - Banco NA-Canottieri.
- 8 luglio 1939: 
  - Canottieri-US Italia 2-0 (rinuncia).
  - Banco NA-GUF Messina.
- 9 luglio 1939:
  - Banco NA-US Italia 7-0.
  - Canottieri-GUF Messina.
- 16 luglio 1938: 
  - GUF Messina-US Italia.
  - Canottieri-Banco NA 3-1.

## Finali

### Classifica
|  |    | Classifica finale 1939 | Pt | G | V | N | P | GF | GS | QR    |
|  | -- | ---------------------- | -- | - | - | - | - | -- | -- | ----- |
|  | 1. | Triestina              | 3  | 2 | 1 | 1 | 0 | 4  | 2  | 2.000 |
|  | 2. | Andrea Doria           | 2  | 2 | 0 | 2 | 0 | 3  | 3  | 1.000 |
|  | 3. | Napoli                 | 1  | 2 | 0 | 0 | 2 | 3  | 5  | 0.600 |

Risultati
Disputate in campo neutro a Bologna il 5 e il 6 agosto.
- 5 agosto, ore 18:

Triestina Nuoto-Doria 1-1
- 6 agosto, ore 10

Triestina Nuoto-Napoli 3-1
- 6 agosto, ore 18:

Napoli-Doria 2-2

## Verdetti
- Triestina promossa in Divisione Nazionale A